# ジェイ・ミラー
ジェイ・ミラー（本名：ジョセフ・デントン・ミラー、J.D.ミラーとの表記もあり）は、アメリカ合衆国ルイジアナ州の音楽プロデューサー、ソングライターである。彼の手掛けたケイジャン、スワンプ・ブルース、スワンプ・ポップなどのレコーディングはアメリカのポピュラー音楽文化に多大な影響を与えた。

## 来歴
ミラーは1922年5月5日、ルイジアナ州アイオータに生まれ、幼少期の多くをテキサス州エル・カンポで過ごした。彼はその後ルイジアナ州クロウリーに移住し、1930年代後半に彼は、フォー・エイセズ、ザ・ライス・シティ・ランブラーズ、ザ・デイライト・クリーパーズなどいくつかのケイジャン・バンドでギターを担当した。彼はその後人生の大半をクロウリーで過ごしている。
1946年、彼はニューオーリンズの音楽プロデューサーのコズィモ・マタッサのスタジオを利用して、ケイジャンのミュージシャンたちのレコーディングに乗り出した。
彼のレーベル、フェイ・ドー・ドー・レコード（Fais Do Do Records）の特筆すべき仕事としては、立ち上げたばかりだった1946年のハッピー・ドック・アンド・ザ・ボーイズ（ハッピー・ファッツとオラン・"ドック"・ギドリー）のレコーディングがある。いくつかのレコードをリリースした後、彼はレーベル名をフィーチャー・レコード（Feature Records）に変更し、アメディ・ブロウ、アルダス・ロジャー、オースティン・ピートなどのケイジャンのミュージシャンを始め、その他諸々のカントリーのミュージシャンをレコーディングした。
後になってミラーは、異なる音楽のジャンルのためにロッコ（Rocko、当初の名称はロケット）、ジン（Zynn）、ショータイム（Showtime）、レブ・レベル（Reb Rebel）、ケイジャン（Kajun）、ケイジャン・クラシックス（Cajun Classics）、ブルース・アンリミテッド（Blues Unlimited）、スウェード（Swade）、スポット（Spot）、アクション（Action）、ケイ（Kay）、リンゴ（Ringo）、トリビュート（Tribute）、フレンチ・ヒッツ（French “Hits”） といった零細レーベルを複数立ち上げている。
1950年代に彼はキング・カール、ギター・ゲイブル、ウォーレン・ストーム、ロッド・バーナード、ジョニー・アランといったスワンプ・ポップのアーティストたちのレコーディングをするようになった。
1952年、ミラーは「It Wasn't God Who Made Honky Tonk Angels」（当時ハンク・トンプソンがヒットさせた「The Wild Side of Life」のアンサー・ソング）の歌詞を書いた。この曲はキティ・ウェルズによってレコーディングされ、何週間かに渡ってチャートの1位となり、ゴールド・ディスクを獲得した。
この頃、彼はまたライトニン・スリム、レイジー・レスター、ロンサム・サンダウン、スリム・ハーポといったスワンプ・ブルースのアーティストのレコーディングもするようになった。ミラーはハーポの「I’m A King Bee」および「Rainin’ In My Heart」のプロデューサーを務めた。これらの曲は重要なスワンプ・ブルースのレコーディングとして知られるようになり、前者はローリング・ストーンズが、後者はニール・ヤングがカバーした。1962年から1965年の間に、ミラーはサイラス・ホーガンの楽曲のレコーディングも行なっているが、エクセロ・レコードのオーナーが変わり、新しいオーナーと揉めたことにより、同レーベルとのかかわりが途絶えている。
ミラーのレコーディング・スタジオ（クロウリーのマスター・トラック・スタジオ）では、複数のメインストリームのレコーディング・アーティストたちがレコーディングを行なっている。ポール・サイモンは高く評価されたアルバム『グレイスランド』に収録されたトラック「That Was Your Mother」をこのスタジオでレコーディングし、ジョン・フォガティはザディコ・ミュージシャンのロッキン・シドニーの「My Too Toot」のカバー・バージョンをレコーディングするためにこのスタジオを訪れている。
ミラーは自らを人種隔離主義者であると公言していたものの、黒人と白人のミュージシャンたちがステージや公共の場で一緒にいることが禁止されていたジム・クロウ法時代の南部において、彼は異なる人種が混じったスタジオ・バンドを使っていた。彼はアフリカ系アメリカ人のブルースが他のどの音楽ジャンルよりも好みであると公言しており、彼はジェリー・ウェストという別名を使用してブルースの楽曲を書いてもいた。別名を使ったのは、自分が白人であることを隠すためであった。
その反面、1960年代に彼はいくつかの人種差別的なレコーディングのプロデュースも行なっており、自身のレブ・レベル・レーベルからリリースしている。中でもジョニー・レベル（ケイジャン/カントリー・ミュージシャンのクリフォード・"ピー・ウィー"・トラハンの別名）のレコーディングが知られている。
ミラーは1996年3月23日、四重冠動脈バイパス手術後の合併症により、クロウリーで死去した。ルイジアナ・ブルースの殿堂は、彼の名にちなんだジェイ・D・ミラー賞を創設している。

## レコーディングされた楽曲
以下はミラーが書いた楽曲で、他のアーティストによってカバーされたものの一部である：
- 「I Made A Big Mistake」 – アイリー・ルジューンがカバー
- 「Diggy Liggy Lo」 – ダグ・カーショウを始め多くのアーティストがカバー[12]
- 「I Hear You Knocking」 – ドワイト・ヨアカム、ファビュラス・サンダーバーズがカバー
- 「I'm A Lover Not A Fighter」 – キンクスがカバー[13]

## コンピレーション・アルバム
- 2011年 『Acadian All Star Special: The Pioneering Cajun Recordings of J.D. Miller』 (Bear Family Records BCD 17206-1/2/3 CK)[5]